# 龐帕諾海灘站
龐帕諾海灘站（英語：Pompano Beach Station）是三鐵路在美國佛羅里達州龐帕諾海灘的一座通勤鐵路站。2011年上半年共有109,000人次使用此車站，為三鐵路第十繁忙的車站。2015年時，車站平日有800人次使用。

## 外部連結
- 维基共享资源上的相關多媒體資源：龐帕諾海灘站
- South Florida Regional Transportation Authority - Pompano Beach station
- Station from 33rd Street from Google Maps Street View （页面存档备份，存于）